# Apomecyna nivipicta
Apomecyna nivipicta är en skalbaggsart som först beskrevs av Leon Fairmaire 1901.  Apomecyna nivipicta ingår i släktet Apomecyna och familjen långhorningar.
Artens utbredningsområde är Madagaskar. Inga underarter finns listade i Catalogue of Life.